# Mazzolata
Die Mazzolata, auch Mazzolatura oder Mazzatello (von italienisch mazza: Keule, Schlegel), ist eine Art der Hinrichtung, die in Italien bis ins 19. Jahrhundert praktiziert wurde. Frühe Belege finden sich etwa bei Stendhals Beschreibung der Hinrichtung Giaccomo Cencis im Jahr 1599, der zuerst mit glühenden Zangen gefoltert, dann mit einem Hammer erschlagen und schließlich gevierteilt wurde, oder beim Bericht des zeitgenössischen Juristen Stefano Infessura über die Hinrichtung von Cristoforo Castanea, Baron von Castel Leone, im Mai 1490 in Rom wegen Hochverrats und versuchten Mordes, nachdem ihn Papst Innozenz VIII. gebannt hatte.

## Ablauf der Hinrichtung
Eine detaillierte Beschreibung findet sich in der ursprünglichen Fassung des Romans Der Graf von Monte Christo von Alexandre Dumas: Demnach wurde dem Delinquenten mit einer schweren Keule auf den Kopf geschlagen, sodass er zu Boden stürzte. Durch einen Gegenschlag kam er auf dem Rücken zu liegen. Sodann zog der Henker sein Messer, schnitt ihm die Kehle durch, stieg auf seinen Brustkorb und trat darauf mit den Füßen umher, sodass das Blut bei jedem Tritt aus dem Hals schoss.
Am längsten wurde die Mazzolata im Kirchenstaat praktiziert. Mastro Titta, der bekannte Scharfrichter des Kirchenstaates von 1796 bis 1864, gab in seinen Memoiren an, zahlreiche Verurteilte durch die Mazzolata hingerichtet zu haben.

## Nachweise
1. ↑  Stendhal: Chroniques Italiennes. L'Abbesse de Castro (plus Vittoria Accoramboni et Les Cenci). Paris 1839.
2. ↑  Stefano Infessura: Römisches Tagebuch (Diario della Città di Roma). [1236], Diederichs Verlag, Jena 1913
3. ↑  Abdruck bei dumaspere.com; zitiert auch bei Ellen Constans, Jean-Claude Vareille: Crime et châtiment dans le roman populaire de langue française du XIXe siècle, S. 95
4. ↑  Mastro Titta, Il boia di Roma, Memorie di un carnefice scritte da lui stesso (14. Jh.)